# LATAM Airlines Colombia
LATAM Colombia è una compagnia aerea della Colombia ed è una sussidiaria di LATAM Airlines Group. Il vettore ha sede a Bogotà mentre il suo hub principale è l'Aeroporto di Bogotà-El Dorado.

## Storia
Venne fondata nel 1981 come compagnia aerea regionale con il nome di Aerovías de Integración Regional (AIRES), iniziando ad operare voli nazionali con aerei di piccole dimensioni come gli Embraer EMB 110 Bandeirante e i Fokker F27. Con il consolidamento delle operazioni, AIRES si espande iniziando rotte internazionali dalla Colombia verso paesi dell'America Centrale e Meridionale. Nel novembre 1998 viene aperta una seconda base a Barranquilla. Nel 2009 a seguito di un rinnovamento dell'azienda, AIRES diventa una compagnia aerea a basso costo. Il 28 ottobre 2010 venne annunciata l'acquisizione al 98% dalla cilena LAN Airlines e dal 5 novembre 2011 la compagnia prende il nome di LAN Colombia. Nel 2013 la compagnia entrerà come membro affiliato nell'alleanza globale di compagnie aeree Oneworld. Il 5 maggio 2016, dopo il completamento della fusione di LAN Airlines con TAM Airlines e quindi il cambio di nome di LAN in LATAM, la compagnia divenne LATAM Airlines Colombia.

## Flotta

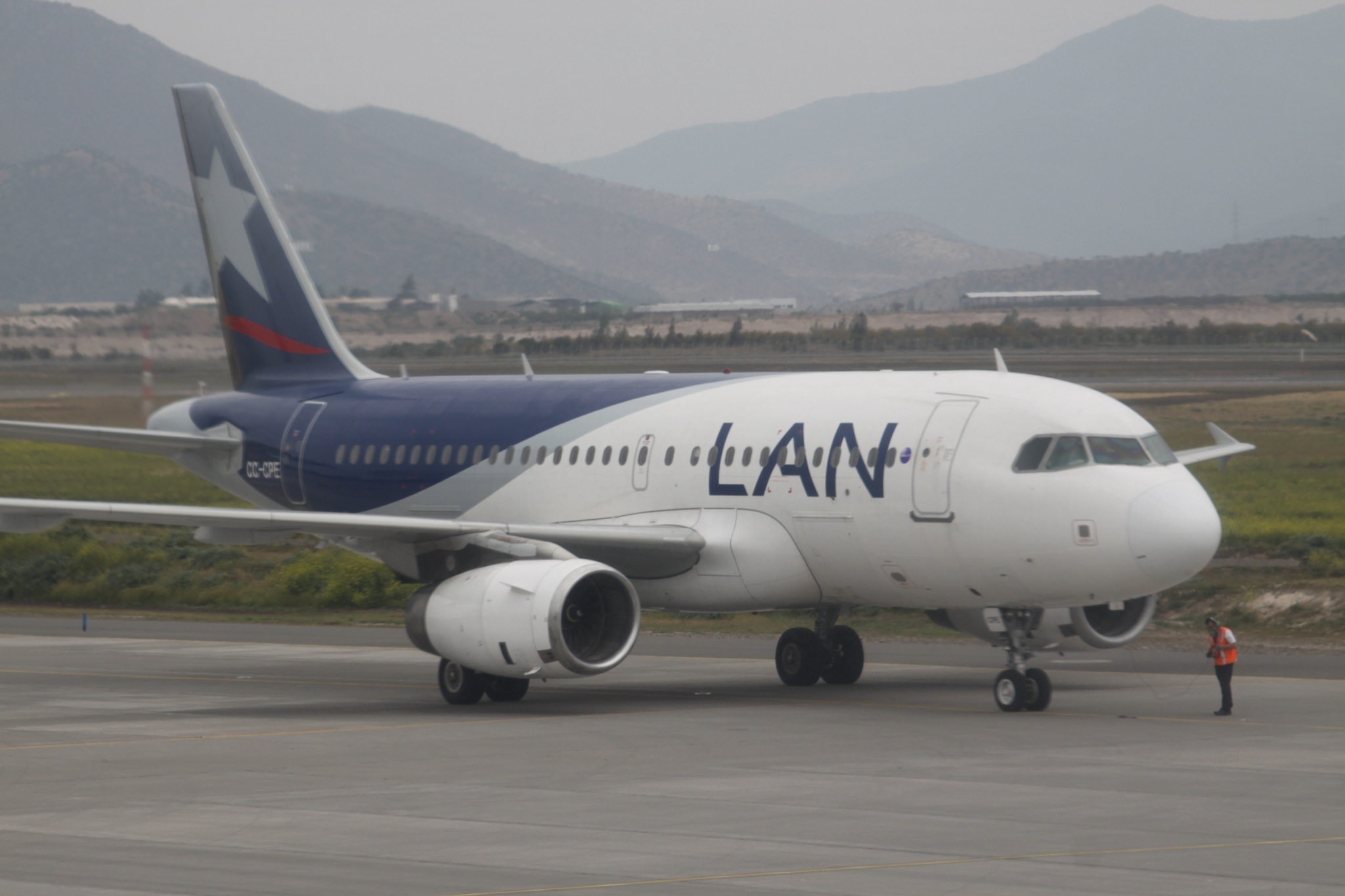
Un Airbus A319-100 di LATAM Colombia.

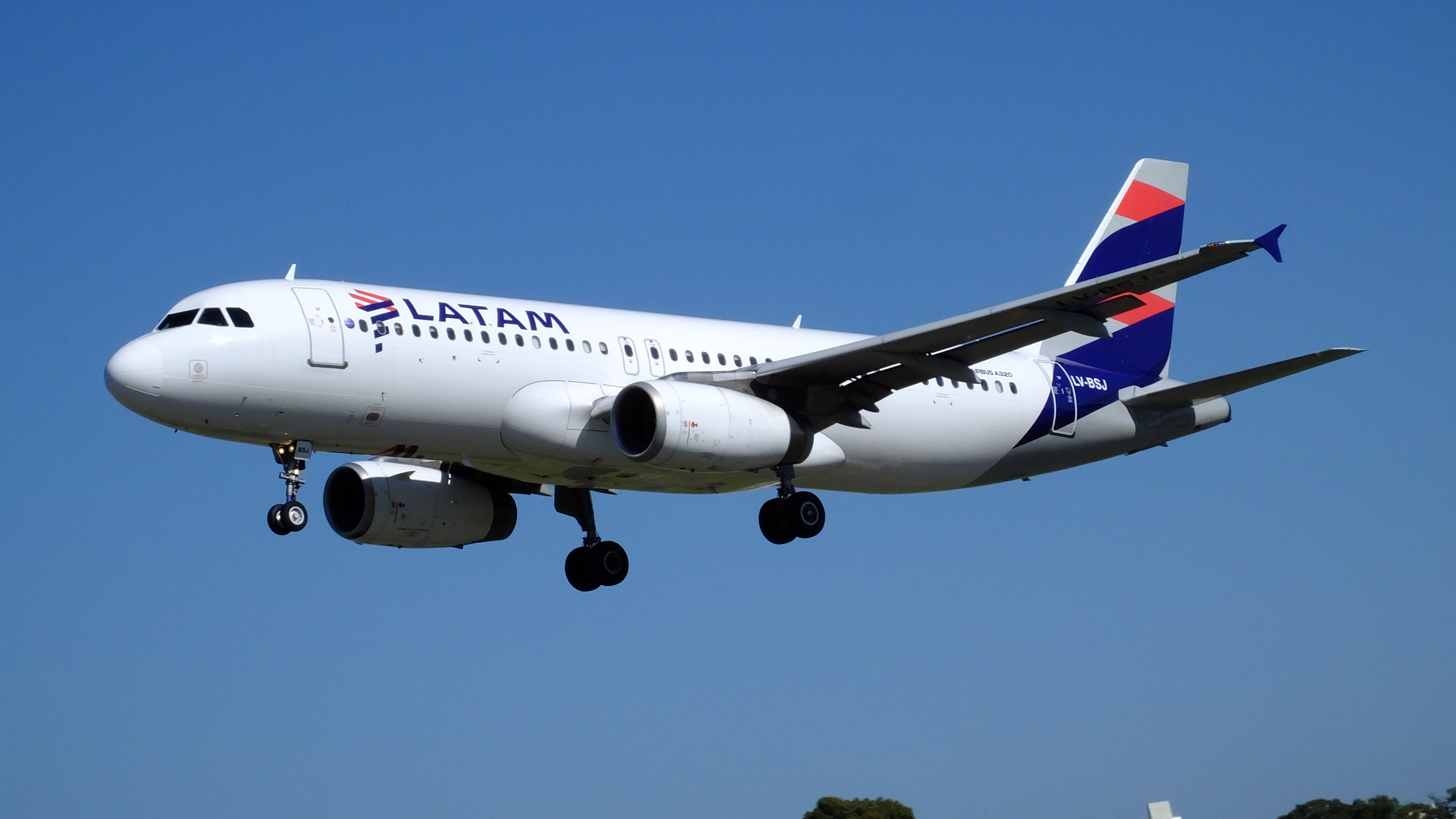
Un Airbus A320-200 di LATAM Colombia.

A gennaio 2021 la flotta LATAM Colombia risulta composta dai seguenti aerei:

## Flotta storica

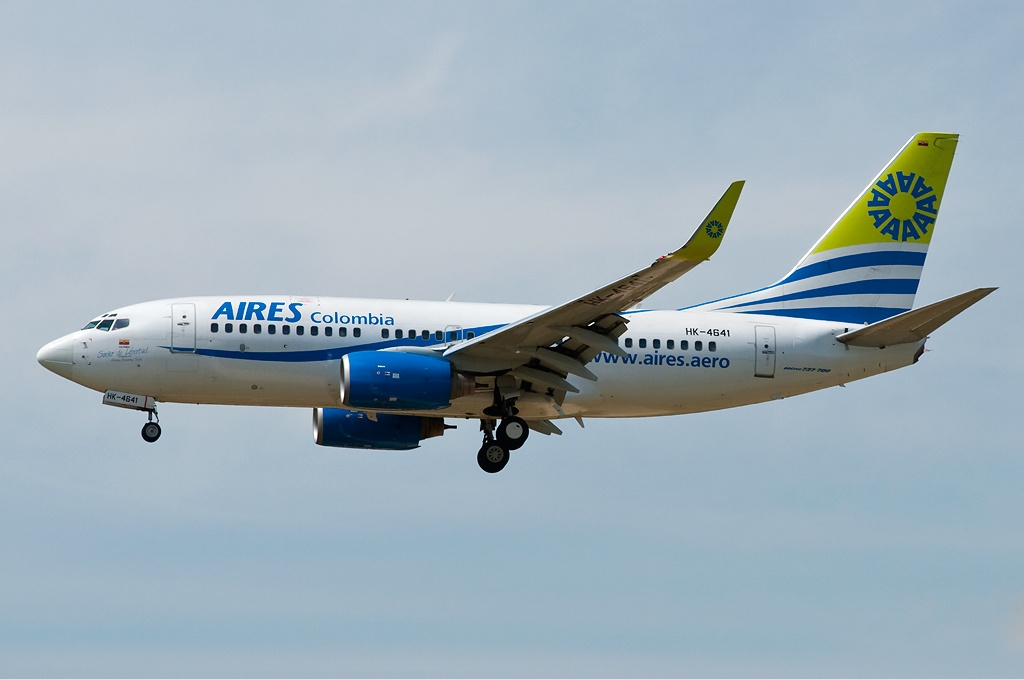
Un Boeing 737-700 di AIRES.

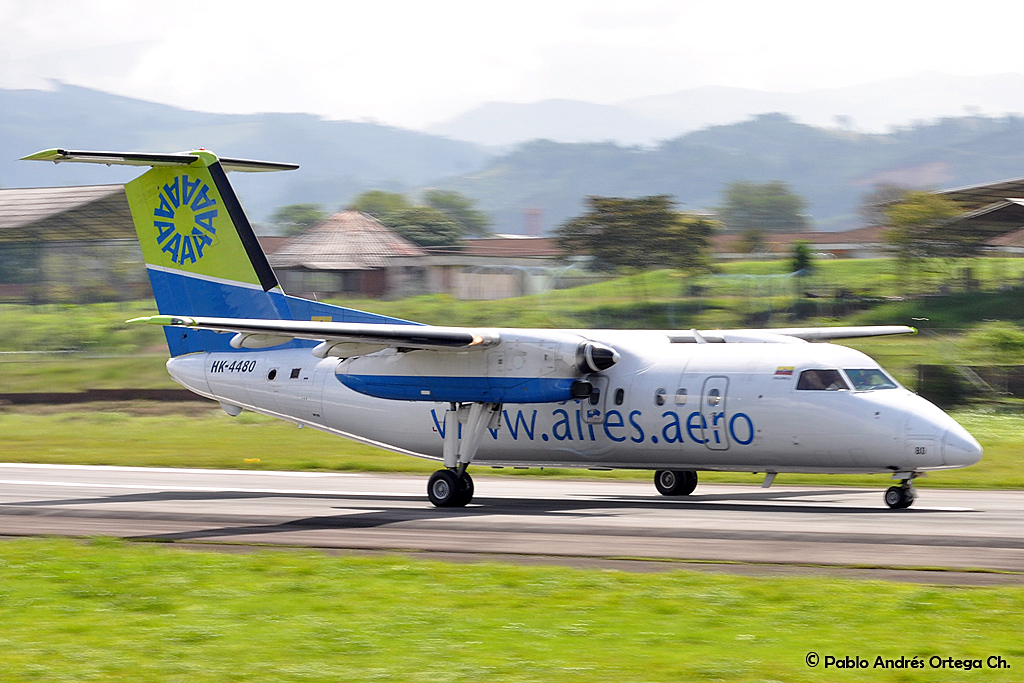
Un De Havilland Canada DHC-8-200 di AIRES.

Nel corso degli anni LATAM Colombia ha operato con i seguenti modelli di aeromobili: